# Jemina Alves
Jemina Augusto Alves (1 de octubre de 1964) es una deportista brasileña que compitió en judo. Ganó una medalla de bronce en el Campeonato Panamericano de Judo de 1992 en la categoría de –56 kg.
Participó en los Juegos Olímpicos de Barcelona 1992, donde finalizó decimotercera en la categoría de –56 kg.

## Palmarés internacional
| Campeonato Panamericano | Campeonato Panamericano | Campeonato Panamericano | Campeonato Panamericano |
| Año                     | Lugar                   | Medalla                 | Categoría               |
| ----------------------- | ----------------------- | ----------------------- | ----------------------- |
| 1992                    | Hamilton (Canadá)       | Medalla de bronce       | –56 kg                  |